# Hermann Stockhausen
Ludwig Hermann Jonas Stockhausen (* 18. September 1804 in Sprendlingen; † 12. März 1852 in Zwingenberg (Bergstraße)) war ein deutscher Jurist und Mitglied der Landstände des Großherzogtums Hessen.

## Leben
Hermann Stockhausen wurde als Sohn des Forstrentmeisters Fritz Stocklhausen (1774–1838) und dessen Ehefrau Louise Johanette Gilmer (1777–1823) geboren.
Nach dem Abitur am Ludwig-Georgs-Gymnasium Darmstadt im Jahre 1822 absolvierte er ein Studium der Rechtswissenschaften an der Justus-Liebig-Universität Gießen, wurde zunächst Akzessist am Hofgericht Darmstadt und 1829 Assessor am Landgericht Langen. Es schlossen sich Tätigkeiten als Landrichter in Battenberg (1842–1847), Fürth (1847–1850) und in Zwingenberg an, wo er bis zu seinem Tode blieb.
Am 21. September 1849 wurde er zum Wahlkommissar für die 1. und 2. Kammer der Landstände des Großherzogtums Hessen bestellt und hatte von 1849 bis 1850 ein Mandat für den 12. Landtag und im 13. Landtag bis zu seinem Tod. Er wurde im Wahlbezirk 18 (Waldmichelbach und Beerfelden) in das Parlament gewählt.